# Tarafa ibn al-Abd
Tarafa ibn al-Abd (a mai Bahrein, 538 k. – a mai Bahrein, 564 k.) a dzsáhilijja korának egyik híres arab költője volt.

## Élete
A Perzsa-öböl menti termékeny vidéken, a mai Bahreinben született 538 körül, a neves Bakr törzs tagjaként. Örökségét csapodár életvitelével eltékozolta, ezért rokonsága kitagadta. Magányos kóborlóként költő lett; elsősorban a gúnydalok (hidzsá) területén jeleskedett. Miután részt vett a Taglib törzs elleni vívott ún. Baszúsz háborújában, a Banu Bakr ismét befogadta, ám mulatozásával ismét elpazarolta vagyonát. Nem csoda, hogy megragadta az alkalmat a távozásra. Mivel maró gúnydalai nagy hírnevet szereztek neki, a Lahmida Amr ibn Hind király (uralkodott 554–568) kegyesen fogadta hírai udvarában. Nagybátyjával, Mutalammisszal közösen a trónörökös nevelése lett a feladata.
Tarafa vesztét éles nyelve, szókimondása okozta. Gúnyversei az uralkodót és családját sem kímélték. A hagyomány szerint akkor telt be a pohár, amikor Amr ibn Hind húgát látva Tarafa így rögtönzött az uralkodó jelenlétében:
„Nézd oh, hogy visszatért im hozzám 

Ragyogó ékességében a szép gazellám 

Ha nem ülne közöttünk a király 

Ajkát ajkamhoz szorítanám.” 

(Germanus Gyula fordítása)
A király a költőnek és nagybátyjának, Mutalammisznak adott egy-egy levelet, amivel őket Bahrein kormányzójához küldte. Mutalammisz gyanakodni kezdett, felnyitotta a levelet, és felolvastatta egy arra járó keresztény fiúval. A levélben az a parancs állt, hogy a kormányzó a levél átadóját temettesse el élve. Mutalammisz nem ment tovább, ám Tarafa felbontatlanul továbbította a maga levelét. A kormányzó teljesítette a parancsot, így veszett oda a huszonhat éves költő.

## Költészete
Az arab tudósok költészetének szenvedélyességét nagyra értékelik, illetve neki tulajdonítják a beduin életmód elengedhetetlen kelléke, a teve legtökéletesebb leírását. Legszebbnek tartott kaszídája az, amit visszafogadása után írt abból az alkalomból, hogy vagyonát elmulatozva koldusbotra jutott, és fivére nyáját őrizve tengődött. Kezdete így szól Jékely Zoltán fordításában:
„Khaulát emlékei Burkat Tahmadnál, amott 

olyanok, akár a kép kéz fejére festve…”
A költeménnyel elnyerte egy törzstársa jóindulatát, aki ismét viszonylagos jólétet biztosított az ifjú poéta számára. (Nem sokáig, ugyanis Tarafa nem sokkal ezután elindult végzetes hírai útjára.) Mi több, a vers helyet kapott a 8. századi Muallakátban, amely versgyűjtemény a hét legszebbnek tartott kaszídát tartalmazza.